# Мызинского торфопредприятия
Мызино — посёлок в составе Лавровского сельского поселения Судогодского района Владимирской области.

## География
Посёлок расположен в 12 км на север от центра поселения деревни Лаврово и в 16 км на северо-восток от райцентра города Судогда. 

## История
Образован после Великой Отечественной войны в связи с созданием торфопредприятия, входил в состав Чамеревского сельсовета, с 2005 года — в составе Лавровского сельского поселения.

## Население
| 2002 | 2010 | 2021 |
| ---- | ---- | ---- |
| 4    | ↘0   | →0   |